# NOAHS

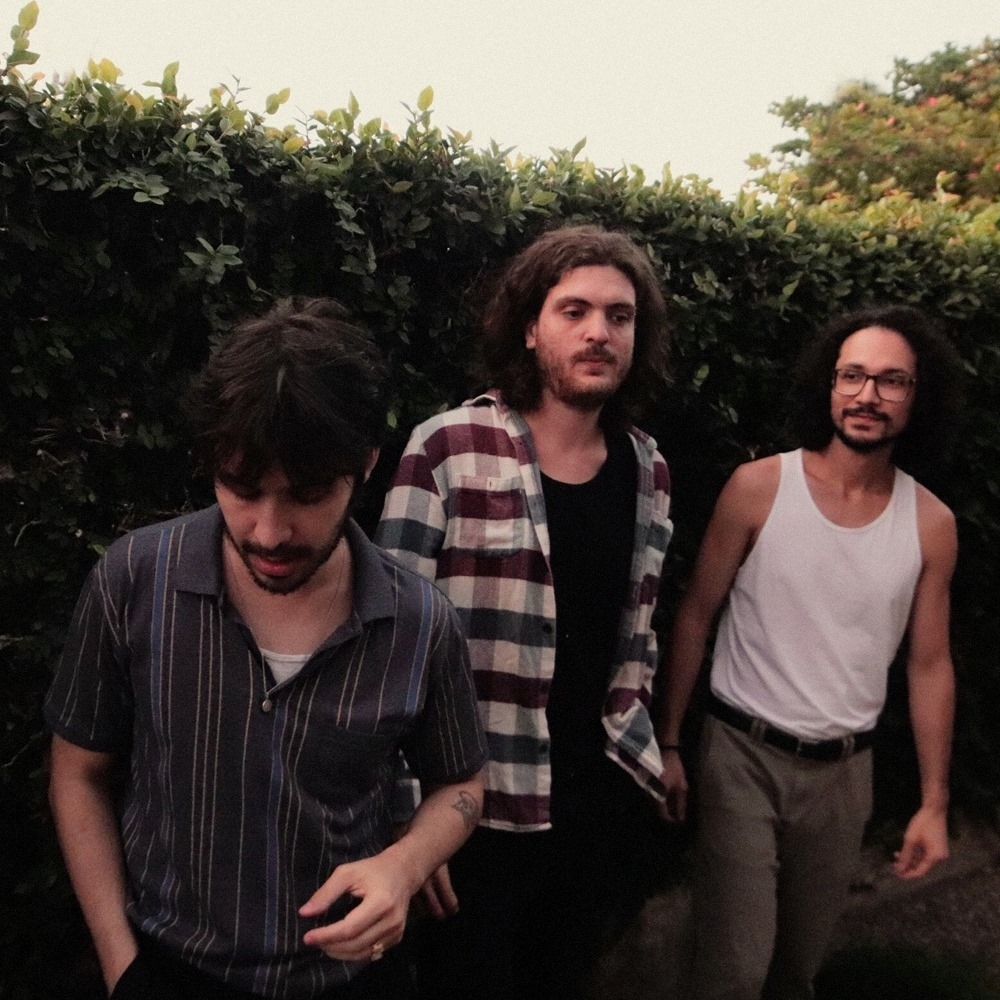
NOAHS em foto de divulgação para a Live at Home em estúdio próprio em Maio de 2020 em FLN, SC, BR

Noahs (estilizado: NOAHS ou adaptado para as redes sociais: noahstheband) é um trio  brasileiro formado por Murilo Brito, Danilo Brito e Felipe Hipólito.  O trio é da cidade de Florianópolis, mais popular por ser a ilha paradisíaca de Santa Catarina, formado em 2012, pelos irmãos Murilo e Danilo Brito e o ex-integrante Bruno Bastos. Em 2014 lançaram seu EP de estreia intitulado "Cedar & Fire", de forma independente. Já em 2017, lançaram seu segundo EP, também de forma independente, intitulado "Rise"; que conta com o baterista Felipe Hipolito (desde Junho de 2014) como novo integrante da banda. Ambos EP's foram produzidos por Bruno Bastos.

## Influências
Influenciados pelo Folk moderno de bandas como Of Monsters and Men, The Lumineers e Mumford & Sons, os integrantes da Noahs expressam um Indie folk de qualidade, frequentemente equiparado à artistas de renome internacional. Nessa nova fase, a banda agora mais madura sonoramente, tanto ao vivo quanto em estúdio, toma como novas influências a textura sonora de bandas do Alternative rock como Foals, Young the Giant, The Head & The Heart e Twenty One Pilots, mesclando com o estilo genuíno e sensível de compositores do gênero Pop-folk como George Ezra, Hozier e James Bay. A banda já está em processo de pré-produção de um novo single que será parte de seu primeiro álbum com previsão para lançamento em 2020.

## Começo - Os Irmãos - Bruno - Cedar & Fire
Muito antes da banda ser fundada em meados de 2012, o interesse pela música dos irmãos Murilo e Danilo começa quando saem de Goiânia - GO (cidade natal), para ir com sua mãe morar alguns anos fora na cidade de Mississauga, Ontario, Canadá. Foi lá que Murilo (vocalista, violão, guitarra) começou a prestar atenção em seu irmão mais velho, Danilo (baixo), que já atuava em bandas locais tocando covers e apostando em músicas autorais nos estilos clássicos, como: Blues, Blues rock e o Rock and Roll. Anos depois, retornam ao Brasil e ao invés de irem morar de volta em sua cidade natal, começam uma nova vida em Florianópolis - SC a convite de um amigo de família. Murilo então começa a se interessar por música em seus aproximados 17 anos, e fortemente influenciado por seu irmão, começa a compor e explorar sons sem algum conhecimento técnico. Danilo logo observa a perseverança e criatividade do irmão mais novo e começam juntos a trabalhar em suas próprias músicas. Logo após um conhecimento melhor de Murilo em seu violão, juntos com outros amigos criam uma banda chamada Oficina Tropical, nela, tocam poucas músicas autorais e shows repletos de covers, que variavam entre Jack Johnson, Donavon Frankenreiter, Angus & Julia Stone e outros artistas e bandas. Por divergências com os membros, os irmãos decidem encarar uma nova fase e decidem pôr fim nesse projeto. Após algum tempo Danilo começa a trabalhar em um estúdio de produções musicais, e lá, juntamente com o irmão, começam a gravar algumas demos. Em decorrer do processo, Danilo apresenta algumas dessas gravações para Bruno, que na época estava produzindo um artista solo no estilo folk. Bruno logo percebe um grande potencial nos irmãos e mostra interesse em produzi-los, porém já no decorrer das primeiras gravações, ele sugere que os três iniciassem uma nova banda juntos. Os irmãos concordam com a ideia e assim surgia a Noahs, que no momento ainda não tinha nome. Sendo assim, Bruno assume o papel de produtor musical da banda, gravando e tocando diversos instrumentos, tais como: violão, guitarra, ukulele, banjo, bandolim, piano, além de vocal de apoio. Bruno teve também uma importante contribuição nas composições das músicas e letras, as quais ele compartilha a autoria com os irmãos. O primeiro EP da banda então é gravado entre o estúdio caseiro do Bruno, onde ele tinha maior liberdade para experimentar ao criar os arranjos, e o estúdio no qual Danilo trabalhava, para onde Bruno transportava seu notebook e equipamentos de seu home studio para a gravação da voz do Murilo, alguns elementos de percussão e linhas de baixo. A mixagem foi feita por Bruno em seu home studio e a masterização por Steve Corrao - Sage Audio em Nashvile, EUA. O lançamento do EP Cedar & Fire acontece então em Fevereiro de 2014, e logo é muito elogiado por diversas pessoas país afora. Após o lançamento, os três começam a planejar as apresentações da banda ao vivo e então decidem buscar um baterista, uma vez que as linhas de bateria presentes nas gravações tinham sido sequenciadas (programadas) no processo de produção.

## Entrada de Felipe - 1ª Apresentação - Rise
Dias depois do seu lançamento, a banda recebe uma mensagem em sua página de uma rede social, de um baterista procurando banda e elogiando extremamente o trabalho recém lançado do trio. Logo a banda se depara com a mensagem e vão vasculhar na internet vídeos ou materiais do mesmo para saber se encaixaria ou não. Eles são chamados a atenção, quando se deparam com um vídeo do baterista tocando em uma bateria eletrônica, explorando diversos ritmos latinos e figuras rítmicas que no qual acharam que caberia dar uma chance e fazerem um ensaio. O ensaio acontece, há uma conexão, e portanto a Noahs deixa de ser um trio e passa a ser um quarteto com a entrada do baterista Felipe Hipólito. Felipe, único membro natural de Florianópolis, então sendo o mais novo de idade (na época com 21 anos), cursando a faculdade de Design, passou por diversos estilos até se ingressar na cultura Indie, sendo na energia, modo de vida ou musicalmente falando. Sua escola começou assistindo as bandas Lado B da MTV, cultura do skateboard, artes gráficas e sua escola musical no Pop-punk, Hardcore e Emo. Teve seu contato musical desde cedo influenciado em casa, por seus pais e familiares consumirem muita música e seu contato na bateria desde criança já que seu pai possuía um estúdio. Voltando um pouco ao tempo, Felipe teve seu primeiro contato com algum membro em 2012, onde conheceu Danilo num bar indie, clássico da cidade, frequentemente frequentado por pessoas da comunidade LGBTQ+, músicos, jornalistas, designers, publicitários, artistas, socialistas e subversivos da cidade de Florianópolis. Em junho de 2014 então começam os ensaios, adaptando a sua mais nova formação, e começam os preparativos para o show de estreia. Após um ano e meio, acontece o convite - após meses recusando por ainda não se sentirem preparados para as apresentações - e finalmente em 2015, a banda se apresenta pela primeira vez em Florianópolis, fazendo a abertura para o show da A banda mais Bonita da Cidade. Em 2017 a banda lançou seu segundo EP, intitulado “Rise”, também com cinco músicas. O EP Rise traz uma sonoridade mais madura, fruto do processo de evolução da banda desde o lançamento do Cedar & Fire, onde a banda pôde explorar melhor a interação das jam sessions em suas composições com a entrada do baterista Felipe Hipolito, resultando em músicas com uma pegada mais live e ainda mais expressivas, dinâmicas e envolventes. Assim como no EP anterior, o próprio guitarrista da banda, agora ex-integrante, Bruno Bastos, foi responsável pela produção, gravação, arranjos, mixagem e compartilha a autoria das músicas com os demais integrantes. Ao vivo a banda tem explorado mais o lado progressivo, trazendo assim uma experiência além da esperada pelo público.

## Shows - Progresso - Saída de Bruno
Desde então a banda já esteve presente em palcos de festivais de rua e culturais, festivais com grande público, casas de shows e teatros em diversas cidades do país, inclusive com lotação máxima no SESC Vila Mariana em São Paulo e no Teatro Álvaro de Carvalho em Florianópolis. No segundo semestre de 2017 a banda percorreu as capitais do sul do Brasil, se apresentando no Teatro Renascença em Porto Alegre, no SESC Paço da Liberdade em Curitiba, onde levou seu show em formato acústico e no fim do mesmo semestre voltaram a se apresentar em Florianópolis no palco da Maratona Cultural, com grande sucesso de público. Além das capitais a banda também já passou por cidades como Blumenau, Balneário Piçarras, Criciúma, Jaraguá do Sul, todas no estado de Santa Catarina. O ano de 2018 iniciou com o convite para participação no Floripa Tem, um dos maiores eventos musicais da capital catarinense, logo em seguida uma apresentação no Célula Showcase, também em Florianópolis, como marco da evolução e maturidade na performance da banda. A banda tem sido convidada para participação em grandes eventos como o ARVO Festival em Florianópolis (2018), Circuito Patagonia em Florianópolis (2018/2019) e o The Gaarden em São Paulo (2019). A banda lançou um novo vídeo em formato acústico da música Colours apresentando novamente um lado mais intimista e sincero. Em setembro de 2019, a banda publica uma nota oficial em sua conta no Instagram anunciando a saída de Bruno. Desde então, a Noahs se torna um trio, sendo: Murilo (vocalista, violão e guitarra) - Danilo (baixo e vocal de apoio) - Felipe (bateria, percussão, efeitos eletrônicos e vocal de apoio). Atualmente a banda prepara álbum que está com previsão para o segundo semestre de 2020.

## Highlights
- O single Talk To Me é destaque em playlists oficiais do Spotify e já ultrapassou a margem de 600 mil reproduções na plataforma.
- A música Carry On - a segunda faixa do EP Cedar & Fire - é trilha do comercial “Malwee 50 anos” lançado em julho de 2018.
- Em 2018 a banda recebe convite para participação no programa AudioArena Originals com vinculação no Canal BIS e Multi Show.
- O clipe Suddenly produzido pelo duo Couple of Things, lançado com exclusividade via Tenho Mais Discos Que Amigos em novembro de 2018, é parte da programação do canal Music Box Brazil, Canal BIS e rede Multishow com resenhas de blogs conceituados nacionalmente e internacionalmente.
- A banda participa do Tum Sound Festival 2019 ao lado de grandes bandas da nova música brasileira.

| Cedar & Fire (2014) | Rise (2017) |
| ------------------- | ----------- |
| Catching Stars      | Colours     |
| Carry On            | Suddenly    |
| Take Me Higher      | Talk To Me  |
| Love Will Save Us   | The River   |
| Home Again          | Bridges     |

1. ↑  http://folkdaworld.com/ouvimos-noahs-rise/
2. ↑  http://canseidomainstream.com.br/2017/02/18/noahs-2/
3. ↑  http://www.aescotilha.com.br/musica/radar/noahs-e-o-folk-que-retrata-o-amor/
4. ↑  http://www.tenhomaisdiscosqueamigos.com/2018/11/14/noahs-suddenly/
5. ↑  http://canseidomainstream.com.br/2015/10/13/noahs/
6. ↑  http://www.revistaartebrasileira.com.br/com-roteiro-e-producao-de-cinema-a-banda-noahs-lanca-o-clipe-da-cancao-autoral-suddenly/
7. ↑  https://www.radiorock.com.br/2018/11/14/catarinenses-noahs-lancam-clipe-de-suddenly/
8. ↑  http://www.vemaquirapidao.com/2016/03/noahs-banda-indie-folk-brasileira-da-boa.html